# Facultad de Humanidades, Ciencias Sociales y de la Salud de la Universidad de Magallanes
La Facultad de Humanidades, Ciencias Sociales y de la Salud de la Universidad de Magallanes  fue creada a fines del año 2002, en una reorganización de la ex-facultad de Humanidades y Ciencias Sociales, se encuentra en el Campus Central de la Universidad de Magallanes, muy cercana al Casino y a la Biblioteca Central, su decano es Juan Carlos Judikis.
En el futuro cercano se planea hacer una nueva reestructuración a esta facultad con la pronta apertura de la carrera de Medicina de la Universidad de Magallanes, por lo cual se creara una nueva facultad que agrupe solo a las carreras del área de la salud.

## Departamentos y Carreras

### Departamento de Enfermería
- Enfermería

### Departamento de Terapia Ocupacional
- Terapia Ocupacional

### Departamento de Kinesiología
- Kinesiología
- Nutrición y Dietética
- Fonoaudiología

### Departamento de Educación y Humanidades
- Pedagogía en Educación General Básica
- Pedagogía en Educación de Párvulos
- Pedagogía en Educación Física Enseñanza Básica y Media
- Pedagogía en Inglés Enseñanza Básica y Media
- Pedagogía en Castellano y Comunicación
- Pedagogía en Historia y Ciencias Sociales
- Pedagogía en Biología y Ciencias Naturales
- Pedagogía en Matemáticas

### Departamento de Ciencias Sociales
- Trabajo Social

### Escuela de Psicología
- Psicología